# Pumzi
Pumzi è un cortometraggio del 2010 diretto da Wanuri Kahiu. Primo film di fantascienza del Kenya, è ambientato in un'Africa post apocalittica.

## Trama
35 anni dopo la Terza Guerra Mondiale, detta anche la Guerra dell'Acqua, tutte le creature viventi sono ormai oggetti da museo. La terra è arroventata dal Sole e gli uomini sopravvivono rinchiusi in una realtà artificiale riciclando i loro stessi liquidi. Per mantenere l'ordine tutti prendono delle pastiglie che inibiscono i sogni. La scienziata Asha, che vive in una Nairobi sotterranea, riesce a far germogliare un seme e, spezzando ogni regola, esce all'aperto per piantarlo e ritrovare la vita.

## Riconoscimenti
- 2010 - Cannes Independent Film Festival
  - Miglior cortometraggio
- Carthage Film Festival
  - Tanit d'argento per i cortometraggi